# Länsfängelset i Vänersborg

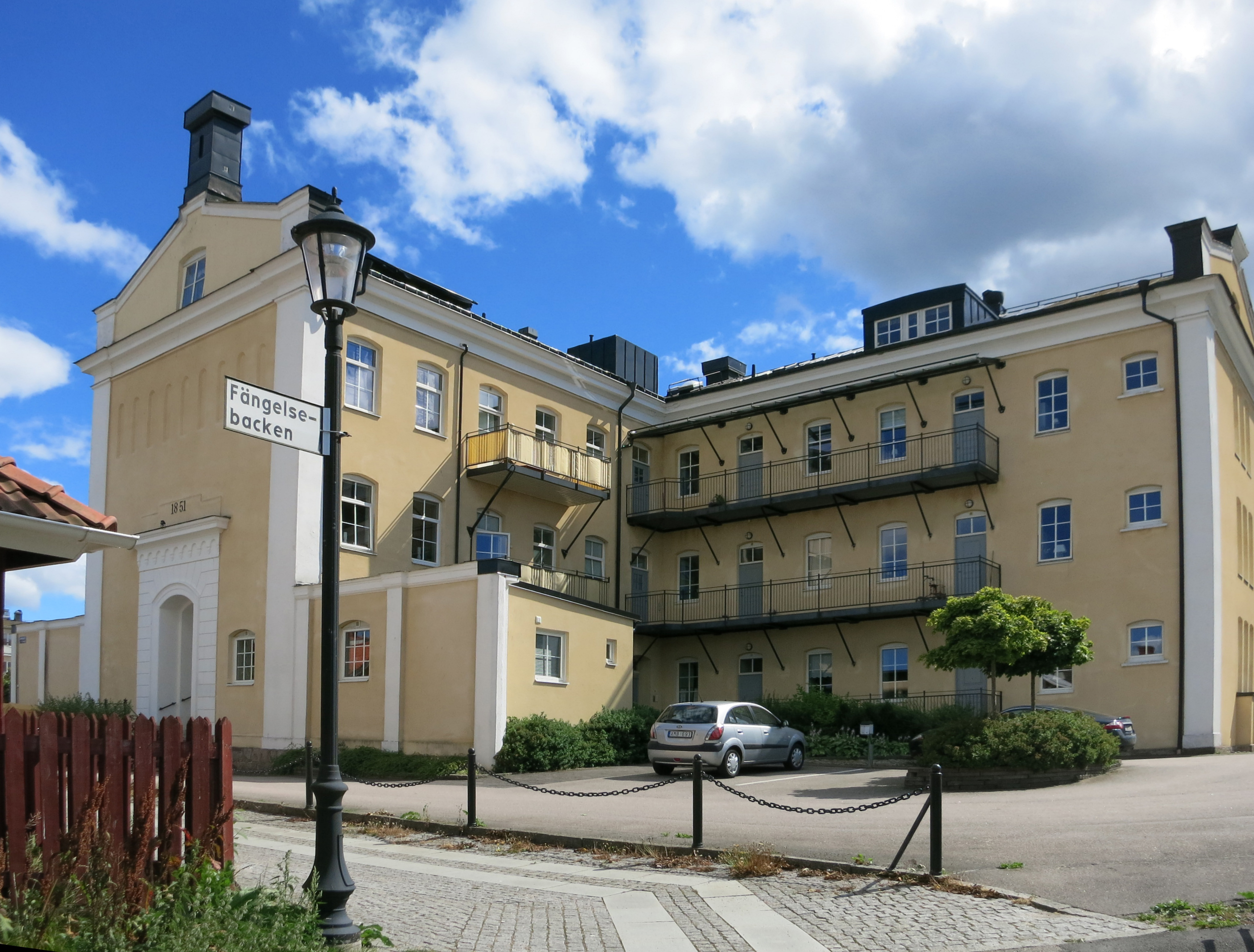
Förutvarande cellfängelset som bostadshus.

Länsfängelset i Vänersborg var ett cellfängelse som började byggas 1848 och öppnades i maj 1851. Det uppfördes på samma tomt som en äldre fängelsebyggnad från 1802. Till utseendet var det likt andra enrumsfängelser som uppfördes vid denna tid. 

## Byggnaden
Byggnaden hade tre våningar med 30 celler på varje plan och fem mörka celler i källaren. Byggnadskostnaden beräknades till 206 000 kronor. 
Standarden förbättrades successivt med elektriskt ljus, vattentoaletter, kakelklädda badrum och parkettgolv. Två lanterniner togs upp i taket, varvid dagsljusinsläppet gjorde anstalten mindre dyster. Man fördubblade även cellfönstren i samma syfte. 

## Sysselsättning
Under 1800-talet sysselsattes fångarna huvudsakligen med att tillverka tändsticksaskar. På senare tid tillkom mera yrkesbetonade arbeten som skrädderi, borstbinderi och skomakeri och vid 1900-talets början dessutom sadelmakeri. På 1930-talet var dock de huvudsakliga arbetena tillverkning av postsäckar och stoppning av madrasser.

## Nedläggning
Fängelset lades ner 1995 och huset byggdes om till bostadshus och ägs nu av Bostadsrättsföreningen Borgen. Kriminalvårdens verksamhet flyttades till den nybyggda Anstalten Brinkeberg.